# Święty Mikołaj wyrusza na podbój Marsa
Święty Mikołaj wyrusza na podbój Marsa (ang. Santa Claus Conquers the Martians lub Santa Claus Defeats the Aliens) – amerykański film science-fiction z 1964. Uznawany za jeden z najgorszych filmów wszech czasów, regularnie pojawia się na liście „bottom 100” w serwisie IMDb.

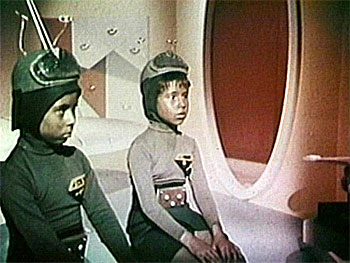
Marsjańskie dzieci przed ekranem telewizora

Treścią filmu jest intryga wysoko rozwiniętej cywilizacji Marsjan, którzy postanawiają porwać świętego Mikołaja. Marsjańskie dzieci oglądają w telewizji dużo ziemskich programów z postacią Mikołaja i popadają w depresję, ponieważ na ich planecie nie ma kto dawać im prezentów. Przywódca Marsjan wyrusza więc na Ziemię aby uprowadzić Mikołaja i zmusić go do produkcji zabawek. Wraz z Mikołajem porwanych zostaje dwoje ziemskich dzieci.
Widzowie i recenzenci zwracali uwagę na nielogiczność scenariusza, jak też amatorskie efekty specjalne wynikające z niskiego budżetu.
Jedną z ról dziecięcych grała 10-letnia wówczas Pia Zadora, później znana aktorka. W sekwencji prezentacji czołówek światowych gazet, rzekomo informujących o porwaniu Świętego Mikołaja, jako pierwszy pokazany jest egzemplarz „Życia Warszawy” z nekrologiem Aleksandra Zawadzkiego.
Twórcy filmu nie przedłużyli do niego praw autorskich i w grudniu 2006 film został udostępniony powszechnie w Internecie na zasadzie public domain.